# Ejecución de Joseph Wood
La ejecución de Joseph Wood III tuvo lugar el 23 de julio de 2014 en la Prisión estatal de Florence en Arizona, Estados Unidos, tras un proceso aparentemente fallido de ejecución de inyección letal. El preso fue encontrado culpable de asesinato de su novia y el padre de ella en 1989 y fue condenado a muerte por el estado de Arizona. En su ejecución se mantuvo en agonía por más de 100 minutos en un proceso que debió haber durado solo 10, causando la protesta e intento de la suspensión de su ejecución por parte de sus abogados, y las reacciones de organismos internacionales que se manifestaron en contra de este procedimiento y abrió nuevamente del debate sobre la utilidad de la pena de muerte como caución.